# Comté de Socorro
Le comté de Socorro est l’un des 33 comtés de l’État du Nouveau-Mexique, aux États-Unis. Il a été fondé le 1er juillet 1850. Il reprend le nom de son siège, Socorro, nom donné à un village amérindien par l’explorateur espagnol Don Juan de Oñate en 1598. Celui-ci ayant reçu de l’aide des villageois, il avait baptisé l’endroit Socorro — secours en espagnol.

## Comtés adjacents
- Comté de Cibola, Nouveau-Mexique (nord-ouest)
- Comté de Valencia, Nouveau-Mexique (nord)
- Comté de Torrance, Nouveau-Mexique (nord-est)
- Comté de Lincoln, Nouveau-Mexique (est)
- Comté de Sierra, Nouveau-Mexique (sud)
- Comté de Catron, Nouveau-Mexique (ouest)